# گروپا آزوتی
گروپا آزوتی (انگلیسی: Grupa Azoty) شرکت صنایع شیمیایی لهستانی است، که در سال ۱۹۳۷ توسط ایگناتسی موچیتسکی تأسیس شد.